# 友愛医療センター
友愛医療センター（ゆうあいいりょうセンター）は沖縄県豊見城市与根にある社会医療法人友愛会が設置する高度急性期病院。2020年7月までは豊見城市上田にあった(旧)豊見城中央病院だったが、同年8月に新築移転。跡地は建物もそのまま同医療法人の旧南部病院が移転し、(新)豊見城中央病院となった。

## 診療科目
- 内科
- 呼吸器内科
- 消化器内科
- 循環器内科
- 腎臓内科
- 脳神経内科
- 膠原病内科
- リウマチ科
- 精神科
- 糖尿病・代謝内科
- 外科
- 乳腺外科
- 呼吸器外科
- 消化器外科
- 内視鏡外科
- 血管外科
- 心臓血管外科
- 移植外科
- 小児科
- 整形外科
- 緩和ケア外科
- 産婦人科
- 産婦人科（不妊治療）
- 耳鼻咽喉科
- 眼科
- 皮膚科
- 腎・泌尿外科
- 脳神経外科
- 形成外科
- 美容外科
- 美容皮膚科
- 顎顔面外科
- 麻酔科
- 放射線科
- リハビリテーション科
- 救急科
- 病理診断科
- 歯科

## 施設認定・指定
- 地域医療指定病院
- 救急告示病院
- 地域災害拠点病院
- 基幹型臨床研修病院
- 沖縄DMAT指定病院
- 日本医療機能評価機構認定施設(3rdG:Ver2.0)
- 特定行為研修指定研修機関
- DPC対象病院

その他多数

## 所在地・周辺
所在地: 〒901-0224 沖縄県豊見城市字与根50番地5
周辺
- 豊見城警察署
- 瀬長島
- 那覇空港自動車道(小禄道路、現在建設中)
- 瀬長IC(建設中)
- ファミリーマート(院内1Fにもあり)